# Quddús
Jináb-i-Quddús (Arabisch: قدوس)(c.1820–1849) is de titel van Mullá Muhammad 'Alí-i-Bárfurúshi, die de meest prominente leerling van de Báb was. Hij was de achttiende en laatste Letter van de Levende.